# Kushiro (fiume)
Il Kushiro (釧路川?, Kushiro-gawa) è un fiume situato nell'isola di Hokkaidō, in Giappone.